# Gavin Lee
Gavin Lee (Woodbridge, 15 ottobre 1971) è un attore e ballerino britannico, attivo a teatro, nel cinema e nella televisione e noto come interprete di musical a Londra e Broadway.

## Biografia
Ha recitato nel teatro del West End londinese, in numerosi musical, a partire dagli anni novanta, tra cui Crazy For You (1997), Oklahoma! (1998), Of Thee I Sing (1999), Contact (2002) e Top Hat (2013). Nel 2005 interpretò Bert nella prima produzione londinese del musical Mary Poppins e per la sua performance fu candidato al Laurence Olivier Award al miglior attore in un musical. L'anno successivo debuttò a Broadway con Mary Poppins e vinse il Theatre World Award ed il Drama Desk Award, oltre ad essere nominato al Tony Award al miglior attore protagonista in un musical.
Tornò ad interpretare Bert nel tour statunitense e ancora a Broadway tra il 2010 e il 2013. Due anni dopo è nuovamente sulle scene newyorchesi nel musical Les Misérables e nel 2017 interpreta Squiddi Tentacolo nel musical SpongeBob SquarePants a Broadway, per cui viene candidato al Tony Award al miglior attore non protagonista in un musical. Nel 2024 debutta sulle scene italiane nella tournée mondiale di Les Misérables, in cui ha interpretato il ruolo di Thénardier.

## Vita privata
È sposato con l'attrice Emily Harvey.

## Filmografia

### Cinema
- Beyond the Sea, regia di Kevin Spacey (2004)
- Il fantasma dell'Opera (The Phantom of the Opera), regia di Joel Schumacher (2004)
- What did the baby hear, regia di Stefano Pratesi - cortometraggio (2019)

### Televisione
- The Children's Party at the Palace, regia di Claire Popplewell e Ben Warwick - speciale TV (2006)
- I misteri di Murdoch - serie TV, episodio 3x09 (2010)
- The Good Wife - serie TV, episodio 2x18 (2011)
- Law & Order - Unità vittime speciali (Law & Order: Special Victims Unit) - serie TV, episodi 13x09-13x19 (2011-2012)
- White Collar - serie TV, 5 episodi (2014)
- Les Miserables: The Broadway Musical, regia di Laurence Connor - teleteatro (2014)
- The SpongeBob Musical: Live on Stage!, regia di Glenn Weiss e Tina Landau - teleteatro (2019)
- Little America - serie TV, episodio 1x04 (2020)

## Programmi televisivi
- The Tonight Show with Conan O'Brien - talk show (2009)

## Teatro (parziale)
- Crazy For You (1997)
- Oklahoma! (1998)
- Of Thee I Sing (1999)
- Contact (2002)
- Top Hat (2013)
- Mary Poppins (2005-2006, 2010-2013)
- Les Misérables (2015; 2024)
- SpongeBob SquarePants (2017)
- Oliver! (2023)
- Hey, Old Friends (2023-2025)
- The Lion King (2025)

## Discografia parziale
- 2005 - Mary Poppins Original London Cast Recording (con Laura Michelle Kelly, David Haig e Linzi Hateley)

## Riconoscimenti
- Drama Desk Award
  - 2006 – Drama Desk Award per Mary Poppins[1]
- Laurence Olivier Award
  - 2005 – Candidatura come Miglior attore in un musical per Mary Poppins[1]
- Theatre World Award
  - 2006 - Theatre World Award per Mary Poppins[1]
- Tony Award
  - 2006 - Candidatura come Miglior attore protagonista in un musical per Mary Poppins[1]
  - 2017 - Candidatura come Miglior attore non protagonista in un musical per SpongeBob SquarePants[2]